# Castillo del Cid
Il castillo del Cid o de Jadraque è una fortezza spagnola sita nel territorio del Comune di Jadraque (Provincia di Guadalajara), in Spagna.
Dall'altura su cui si trova si osserva una vasta area della pianura del fiume Henares, con le sierre a nord di Guadalajara visibili sullo sfondo.

## Origine del nome
Sebbene il castello porti il nome eloquente di Castillo del Cid, questo eroe castigliano non vi fu mai legato direttamente. Invece, il castello è così chiamato perché vi visse il primo Conte del Cid, don Rodrigo Díaz de Vivar y Mendoza.

## Storia
Sfruttata già in epoca preistorica, l'altura ove sorge il castello di Jadraque faceva parte di una serie di strutture difensive edificate lungo la strada romana che congiungeva Saragozza (Caesaraugusta) a Alcalá de Henares (Complutum).
Il nome di Jadraque risale all'epoca della dominazione araba andalusa, allorché fu fondato un castello sulla sommità dell'altura strategica, da cui si poteva osservare la via di transito della valle. Di questa fase restano scarse vestigia, come anche delle strutture appartenenti ai successivi secoli medievali.
Dopo la sua definitiva riconquista da parte del Re Alfonso VI nel 1085, Jadraque rimase in principio un villaggio ricadente nella giurisdizione del comune di Villa y Tierra de Atienza, adottando il suo Statuto e utilizzando i suoi pascoli comunali.
Ma più tardi, al principio del XV secolo, ottenne l'indipendenza da Atienza e divenne Comune indipendente, con una demarcazione del suo territorio e un gran numero di villaggi suffraganei.
Il castillo de Jadraque si chiama anche castillo del Cid poiché appare citato nel poema epico del XII secolo (1140) il Cantar del Mio Cid, nelle cui pagine si fa riferimento a questo castello assieme con altre località della Guadalajara attuale.
I proprietari dell'edificio mantennero il titolo di Duchi del Cid anche in relazione all'opera medievale.
Nel 1434 il Re Giovanni II donò Jadraque, il suo castello e un ampio territorio circostante alla sua parente Donna Maria de Castilla (nipote del Re Pietro I il Crudele), in occasione del suo matrimonio con il cortigiano castigliano Don Gómez Carrillo.
La signoria così creata fu ereditata da Don Alonso Carrillo de Acuña; nel 1469, questi lo consegnò, in cambio del castello di Maqueda, al Cardinale Mendoza, della Casa dei Mendoza, una delle famiglie nobili che maggiormente si distinsero per il mecenatismo in epoca rinascimentale, il quale era all'epoca Vescovo di Sigüenza e successivamente fu Gran Cancelliere dei Re Cattolici.
Fu questo magnate alcarreno ad avviare la costruzione del castello di Jadraque nelle forme che si vedono oggi.
In uno stile che va oltre la classica struttura medievale, per avvicinarsi al carattere di palazzo tipico delle residenze rinsacimentali, verso l'ultimo terzo del XV secolo, procedette gradualmente con la costruzione di questo edificio che, al momento della sua morte, lasciò al suo figlio maggiore e più caro, Don Rodrigo Diaz de Vivar y Mendoza, Marchese del Cenete e Conte del Cid.
Questo coraggioso soldato, caro ai Re Cattolici e ammirato come uno dei soldati più valorosi e intelligenti, si sposò nel 1492 con Leonor de la Cerda, figlia del Duca di Medinaceli.
Il rifacimento del castello fu opera del capomastro Alberto de Caravajal, assistito da muratori dalla Spagna settentrionale. Il caposquadra diresse anche la ristrutturazione del castello di Puebla de Almenara (Cuenca).
È probabile che le linee guida della ristrutturazione fossero state indicate dall'architetto Juan Guas, anche se il suo intervento non è documentato.
Il lavoro di rifacimento influenzò fortemente quasi tutto quello che vi era in precedenza, giungendo persino ad abbassare il terreno naturale della collina.
Solo quella che era un grande torre pentagonale a prua fu sfruttata nella costruzione del nuovo castello tardo-medievale (probabilmente, fino alla metà del XX secolo la maggior parte di questa torre fu progressivamente smantellata al fine di prelevarne i materiali costruttivi riutilizzabili).
Alla morte della prima moglie, cinque anni dopo il matrimonio, si sposò una seconda volta con Donna Maria de Fonseca, vivendo con lei dal 1506 sull'altura del castello, ove nacque la figlia Donna Mencía de Mendoza.
Il periodo di massimo splendore del castello non durò molto a lungo.
Una volta morto Rodrigo Díaz de Vivar y Mendoza, I Marchese del Cenete e Conte del Cid, la sua unica figlia si sposò con il Duca dell'Infantado, divenendo Contessa di Nassau, la quale mantenne sempre un grande affetto per la fortezza alcarrena e vi si ritirò a vivere nel 1533, quando rimase vedova del primo marito, Don Enrico di Nassau.
Pertanto, il castello rimase incluso nel patrimonio del ramo maggiore dei Mendoza, che lo abbandonarono al suo destino.
La guerra di successione le fece riguadagnare il suo valore di fortezza, facendo scomparire per sempre il suo carattere signorile.
Già nel XIX secolo divenne proprietà del Casato di Osuna.
Nel 1889, il Comune di Jadraque acquistò per il prezzo simbolico di 305 pesetas il castello, quando la Casa dell'Infantado-Osuna andò in rovina e i suoi beni furono posti all'asta.
Dalla fine del XX secolo sono in corso interventi di ristrutturazione.

## Descrizione

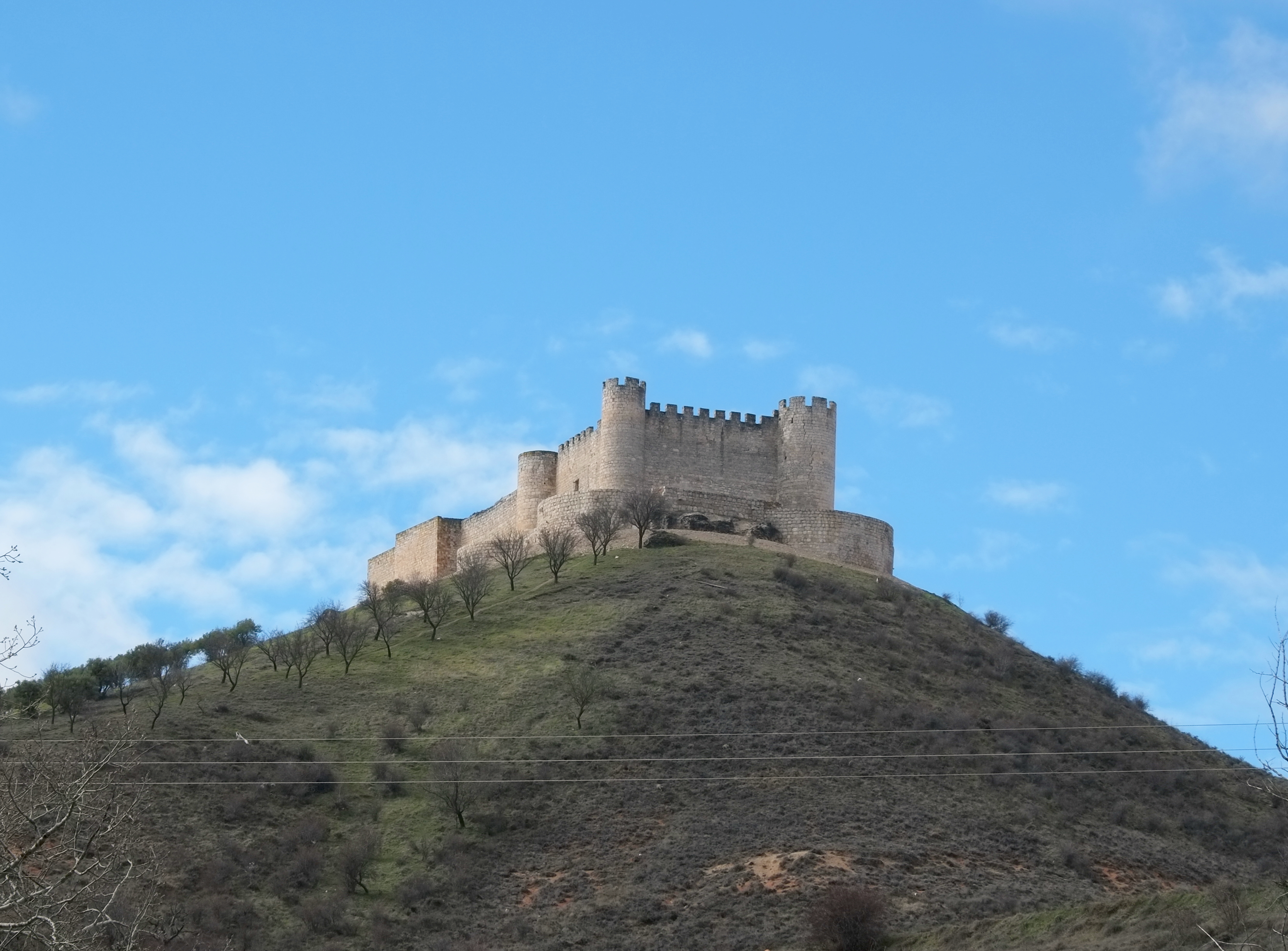
Il Castillo del Cid

Il castello di Jadraque corona una collina di proporzioni perfette. L'altopiano, allungato, stretto e prominente, che si sviluppa da nord a sud, è coperto dagli edifici di questo complesso. Il castello forma un vasto rettangolo di circa 70 m x 18 m, aumentato verso il lato sud con una piazza d'armi, cosicché la lunghezza totale sul lato lungo si avvicina a 100 m. Il perimetro delle mura misura 240 m.
L'ingresso è posto a sud, alla fine di uno stretto e ripido sentiero, che si inerpica dalla base della collina, attraversando un oliveto. A protezione dell'ingresso vi sono due possenti torri semicircolari.
Esternamente, il castello ha quattro torri circolari e una rettangolare dalla base spessa.
Solo l'angolo sud-orientale è privo della torre d'angolo. Tutto il rettangolo del castello è circondato da una barriera di pietra, che si adatta alle necessità del terreno e alla forma del recinto interno.
Tale adeguamento della barriera, molto comune nella fortificazione bassomedievale spagnola, ha indotto alcuni ricercatori a supporre l'intervento di Juan Guas, pur non essendo stato una figura decisiva.
Il perimetro del castello è molto uniforme; le mura sono alte e molto spesse, prive di finestre o feritoie, e rinforzate dalle torri circolari e quadrate, addossate al muro principale.
Le mura sono merlate alla sommità, così come merlate sono le terrazze presenti alla sommità delle torri angolari e intermedie, sulle quali sono presenti anche delle feritoie.
Attualmente, nessuna delle sue torri oltrepassa l'altezza generale delle mura.
Alcuni autori hanno affermato erroneamente che il castello non aveva il mastio. Senza dubbio, le fotografie aeree storiche ed i recenti scavi archeologici (diretti da D. Manuel Retuerce Velasco e D. Germán Prieto) hanno permesso di dimostrare l'esistenza in passato di questa torre principale, che in origine poteva avere pianta quadrata e che, successivamente, in un periodo indeterminato, fu dotata di un arco.
Tuttavia, la torre potrebbe essere stata riadattata o ampliata verso la fine del XV secolo, poiché non si deve dimenticare il suo alto valore simbolico e la necessità di dotare la fortezza di Jadraque della nuova immagine della neonata Contea del Cid.
Tutte queste caratteristiche, così come le terrazze che coronano i bastioni, le torri e la zona residenziale che esisteva nella parte più settentrionale, corrispondono alla corrente italianizzante dell'epoca rinascimentale; però, nel complesso, non si è persa la maestosità del castello posto su altopiano.
L'interno è completamente vuoto e in esso si vede l'antica piazza d'armi, nel cui suolo si trova un'enorme fossa quadrata, oggi coperta con legname per evitare cadute accidentali, che potrebbe essere stata utilizzata come seminterrato e magazzino per provviste e forniture.
Attraverso una passaggio inserito nella stessa parete nord, si sale alle mura che si possono percorrere in tutta la loro lunghezza.
All'interno della torre maggiore, di pianta rettangolare, che occupa il punto medio del muro di mezzogiorno, è oggi presente una piccola cappella in onore di Nostra Signora di Castejón, patrona del popolo.
La doppia funzionalità di castello e palazzo può essere vista perfettamente al suo interno, che è suddiviso in due zone: una zona è dedicata alla difesa, l'altra a residenza dei suoi proprietari.
Questa è una caratteristica propria delle fortezze che sono costruite per difendere i territori circostanti e che, poi, col passare del tempo, sono convertite a residenze abituali.

## Materiali
La cinta muraria è realizzata in conci, con pietre appena sbozzate e conci perfettamente lavorati collocati in file.
Poiché andò in rovina e fu successivamente ricostruito a distanza di tempo, la pietra utilizzata si caratterizza per il suo colore bianco, donando all'edificio una nota distintiva.

## Stato di conservazione
Il castello fu posto all'asta nel 1889 dalla famiglia Osuna a causa del suo stato di rovina. L'affetto che gli abitanti di Jadraque mostrarono sempre per il loro castello, nel quale sempre videro le basi della storia locale, li portò per trent'anni ad uno sforzo comune per restaurarlo, con contributi sia economici sia di prestazioni d'opera, ricostruendone le mura e restituendogli l'aspetto maestoso che possedeva in altri momenti storici.
Attualmente, all'esterno il suo stato di conservazione è sufficientemente buono, mentre l'interno è tuttora in rovina.

## Proprietà e utilizzo
Il castello è di proprietà del Comune di Jadraque ed è utilizzato a scopi turistici.

## Visite
L'accesso all'esterno del castello è libero (al momento sono in corso scavi archeologici, per cui l'accesso non è consentito).

## Tutela del monumento
Il monumento è tutelato dalla Declaración genérica del Decreto 22 aprile 1949 e dalla Legge 16/1985 sul Patrimonio Storico Spagnolo.